# Batrovci
Batrovci su selo u Srijemu, u Vojvodini, Srbija.

## Zemljopisni položaj
Selo se nalazi na granici s Hrvatskom, susjedno je hrvatsko selo Lipovac.

## Upravna organizacija
Pripadaju općini Šid.
Prvog tjedna lipnja 2011. godine je Hrvatsko narodno vijeće R. Srbije uputilo zahtjev lokalnoj vlasti u Šidu neka se hrvatski jezik uvede kao službeni u Batrovcima, jer to mjesto s 28,44% Hrvata ispunjava propisane uvjete.

## Stanovništvo
Prije srpske agresije na Hrvatsku, u Batrovcima je živilo 1991. 38,35% Hrvata.
U naselju Batrovci živi 361 punoljetnih stanovnika, a prosječna starost stanovništva iznosi 43,8 godina (41,6 kod muškaraca i 45,7 kod žena). U naselju ima 118 domaćinstava, a prosječan broj članova po domaćinstvu je 2,71.
| Etnički sastav |            |        |
| Narod          | Stanovnika | %      |
| Srbi           | 217        | 67,81% |
| Hrvati         | 91         | 28,43% |
| Rusini         | 4          | 1,25%  |
| Slovaci        | 1          | 0,31%  |
| Muslimani      | 1          | 0,31%  |
| Ukrajinci      | 1          | 0,31%  |
| nepoznato      | 1          | 0,31%  |

| broj stanovnika | 629   | 674   | 653   | 577   | 464   | 399   | 361   |
|                 | 1948. | 1953. | 1961. | 1971. | 1981. | 1991. | 2001. |

## Vanjske poveznice
- Položaj, vrijeme i udaljenosti naselja